# Redlove (manzana)
Redlove® es una serie de variedades modernas de manzanas comunes (Malus domestica) que cumplen las normas de calidad para poder venderse bajo el nombre comercial de 'Redlove'. Esta serie de variedades de manzanas rojas fueron conseguidas por Markus Kobelt en 2010 mediante el cruce de un clon de reproducción resistente a la sarna del manzano × clon de reproducción de pulpa roja.

## Características
Las manzanas  Redlove® son una serie de varios cultivares recientemente criados por Markus Kobelt en Suiza. Son híbridos de la polinización cruzada de plantas de pulpa roja y resistentes a las sarna del manzano.
La fruta es roja por fuera y por dentro, con una línea blanca en el medio.

## Variedades
A partir de enero de 2017, se conocen siete variedades diferentes:
« 'Redlove Era'® », « 'Redlove Circe'® », « 'Redlove Sirena'® », « 'Redlove Odysso'® », « 'Redlove Lollipop'® », « 'Redlove Kohlhaas'® », y « 'Redlove Calypso'® ».
Debido a la pulpa roja, 'Redlove' tiene un contenido de antocianos de treinta a cuarenta veces mayor que las variedades de manzanas convencionales. Desde enero de 2017, está disponible la última variedad de 'Redlove Kohlhaas'. Redlove Kohlhaas es el Redlove más suave. La variedad Sirena ya no está disponible comercialmente. Todos los redlove son resistentes a la sarna del manzano, mientras que actualmente, están siendo criados los cultivares resistentes al fuego del manzano.

## Marca registrada
Las manzanas se venden como variedad protegida y marca registrada. Las licencias para producción comercial se venden en todo el mundo y se pueden adquirir a través de Lubera AG.

Manzanas 'Redlove'®
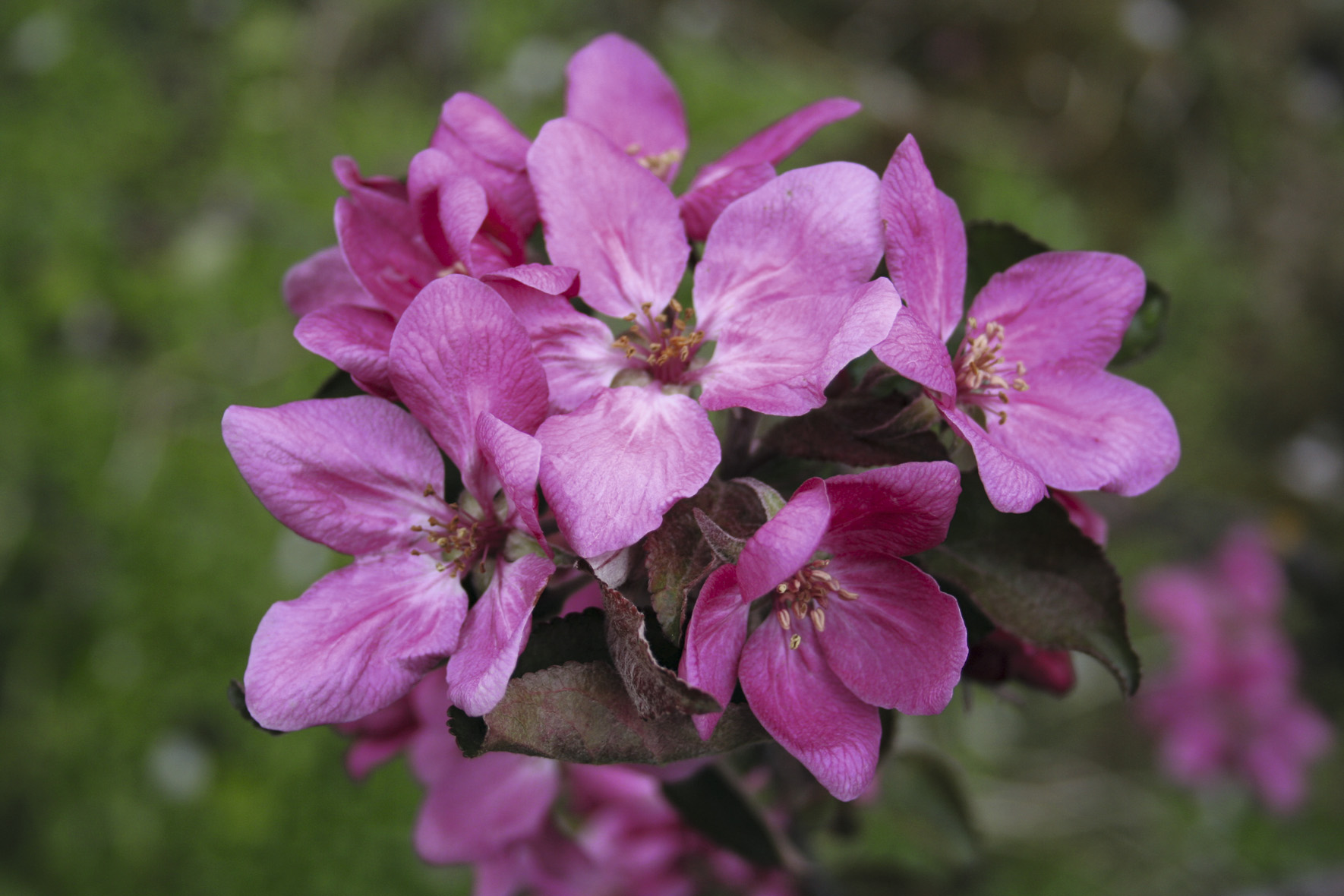
Las flores de las manzanas 'Redlove Circe'®.
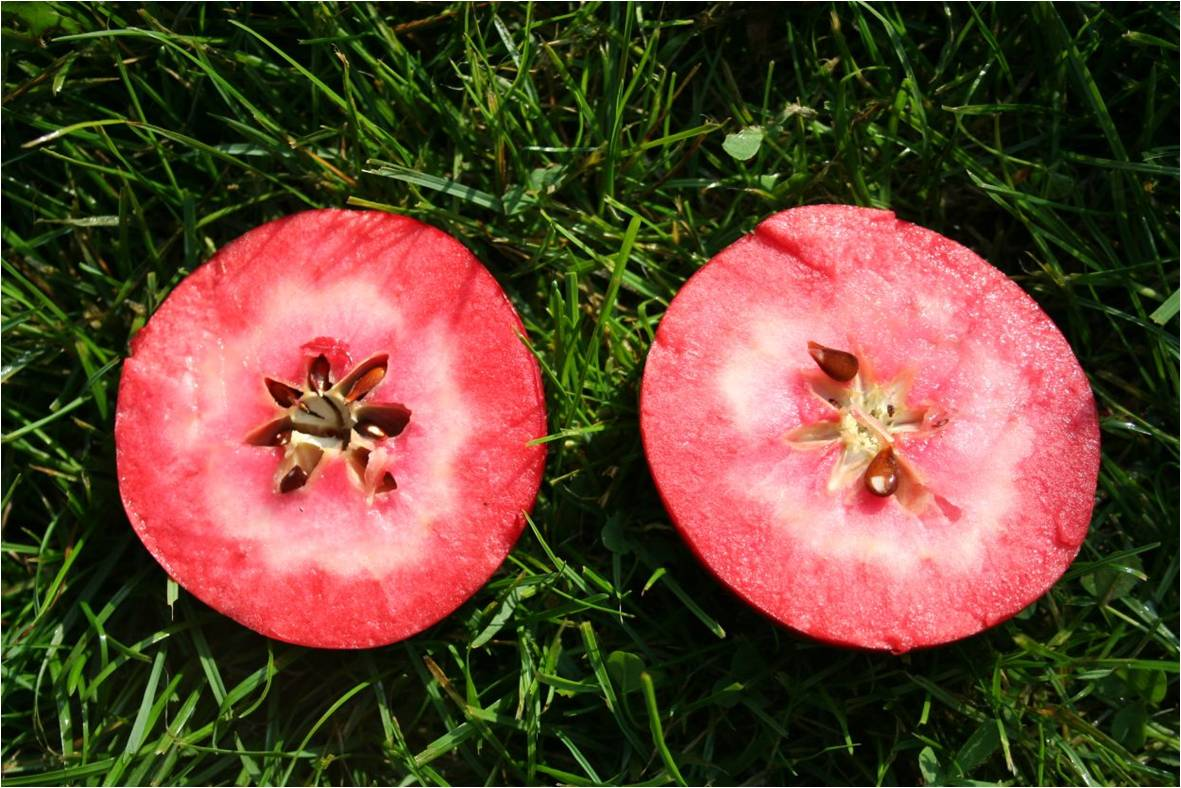
Manzana 'Redlove Era'®.
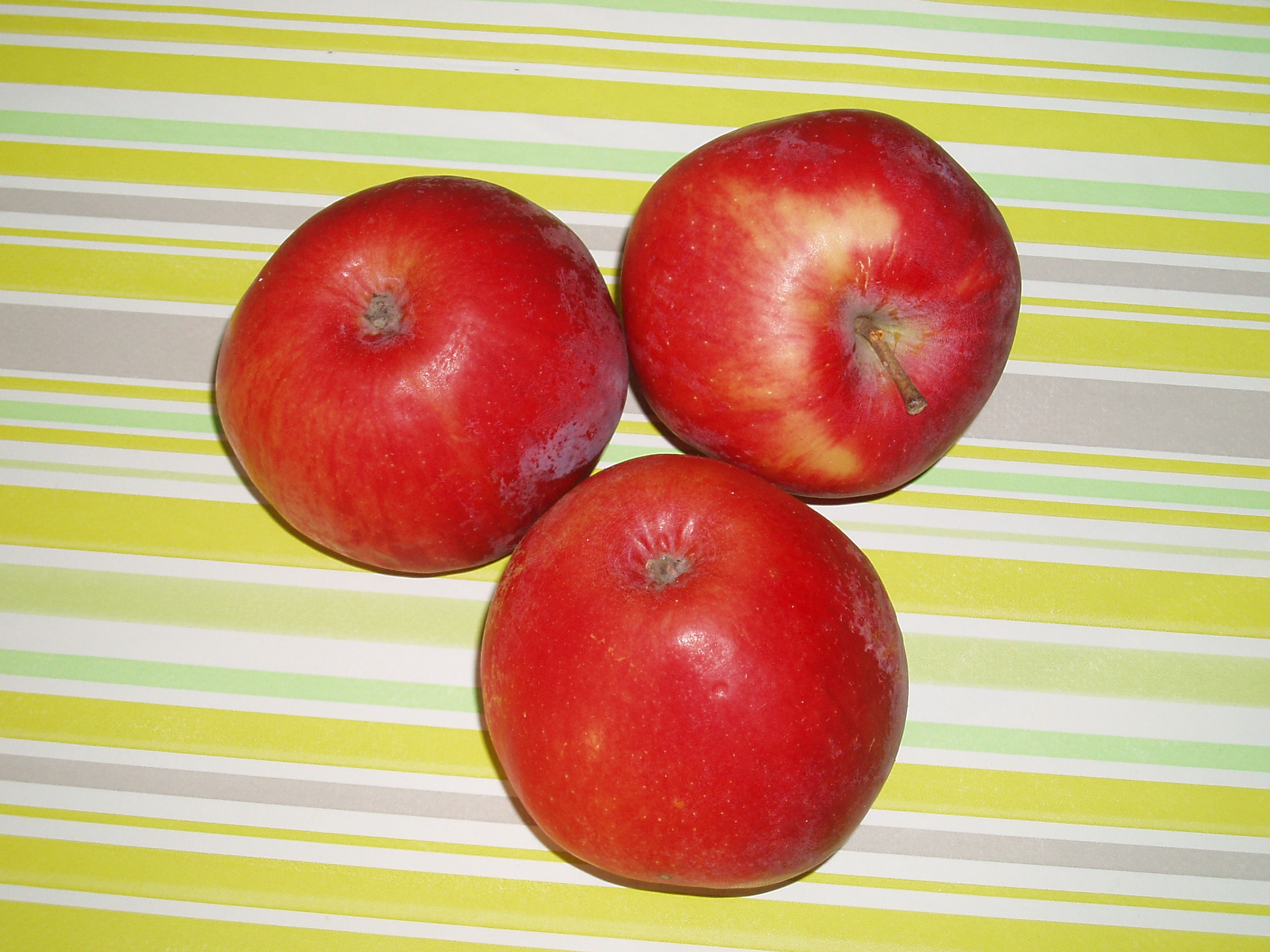
Manzanas 'Redlove'®.